# Hafen Lahnstein
Der Hafen Lahnstein besteht aus zwei Teilen. An der Lahnmündung rechtsrheinisch zwischen Rheinkilometer 584,70 und 585,30 liegt das Hafenbecken und bei Kilometer 587,064 und 587,663 ist der Stromhafen. Der Hafen Lahnstein gehört zu den Hafenbetrieben Rheinland-Pfalz in Ludwigshafen.

## Geschichte

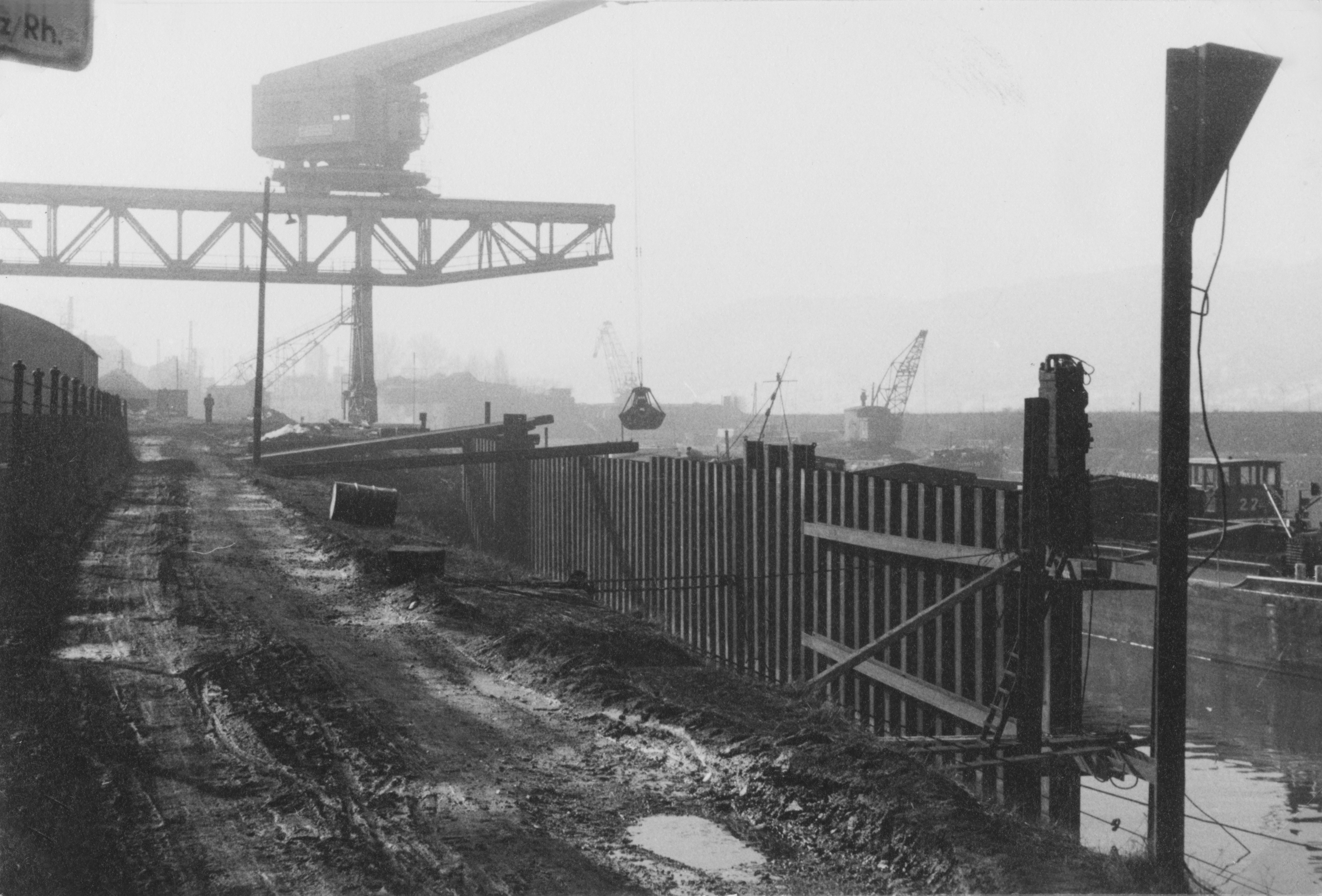
Ausbau des Hafenbeckens. Foto von 1963/64

Bereits im frühen Mittelalter bestand in Lahnstein eine Umschlagslände, an der zwischen Lahnkähnen und Rheinschiffen umgeladen wurde. Erstmals 1298 wurde das Bestehen einer Zollstelle schriftlich erwähnt. Im Jahr 1860 wurde das erste vom Rheinstrom abgetrennte Hafenbecken gebaut. Um 1864 wurde auch ein Bahnanschluss an die Lahntalbahn geschaffen, womit der Umschlag von Gütern aus dem Hinterland, wie beispielsweise dem berühmten Lahnmarmor, ermöglicht wurde. Die Hafeneinfahrt wurde 1939 von der Rheinseite auf die Lahnseite verlegt, das Hafenbecken in seiner heutigen Form entstand zwischen 1962 und 1970.
Ursprünglich erschlossen zwei Ausziehgleise die Hafenanlage. Die Gleise sind inzwischen zurückgebaut, deren ehemaliger Verlauf östlich des Hafenbeckens aber noch deutlich ersichtlich.

## Hafenbecken
Das Hafenbecken hat eine Kailänge von 750 m. Der Hafen verfügt für den Ladungsumschlag über einen Portalkran mit 8/15 Tonnen und eine Verladebrücke mit 8/13 Tonnen Tragkraft. Das gesamte Hafengebiet hat eine Fläche von 12,1 Hektar. Als Lagerflächen stehen 10.000 m² Freifläche und 12.000 m² Hallenlager zur Verfügung. Weitere 20.000 m² sind Industriefläche. Der Hafenumschlag wird von der Rhenus AG & Co. KG betrieben. Hauptumschlagsgüter sind heimische Baustoffe wie Basalt und Basaltlava sowie Granite, Porphyr, Sandsteine und  Quarzite. Daneben werden auch Holzbriketts und Pellets verladen.

## Stromhafen

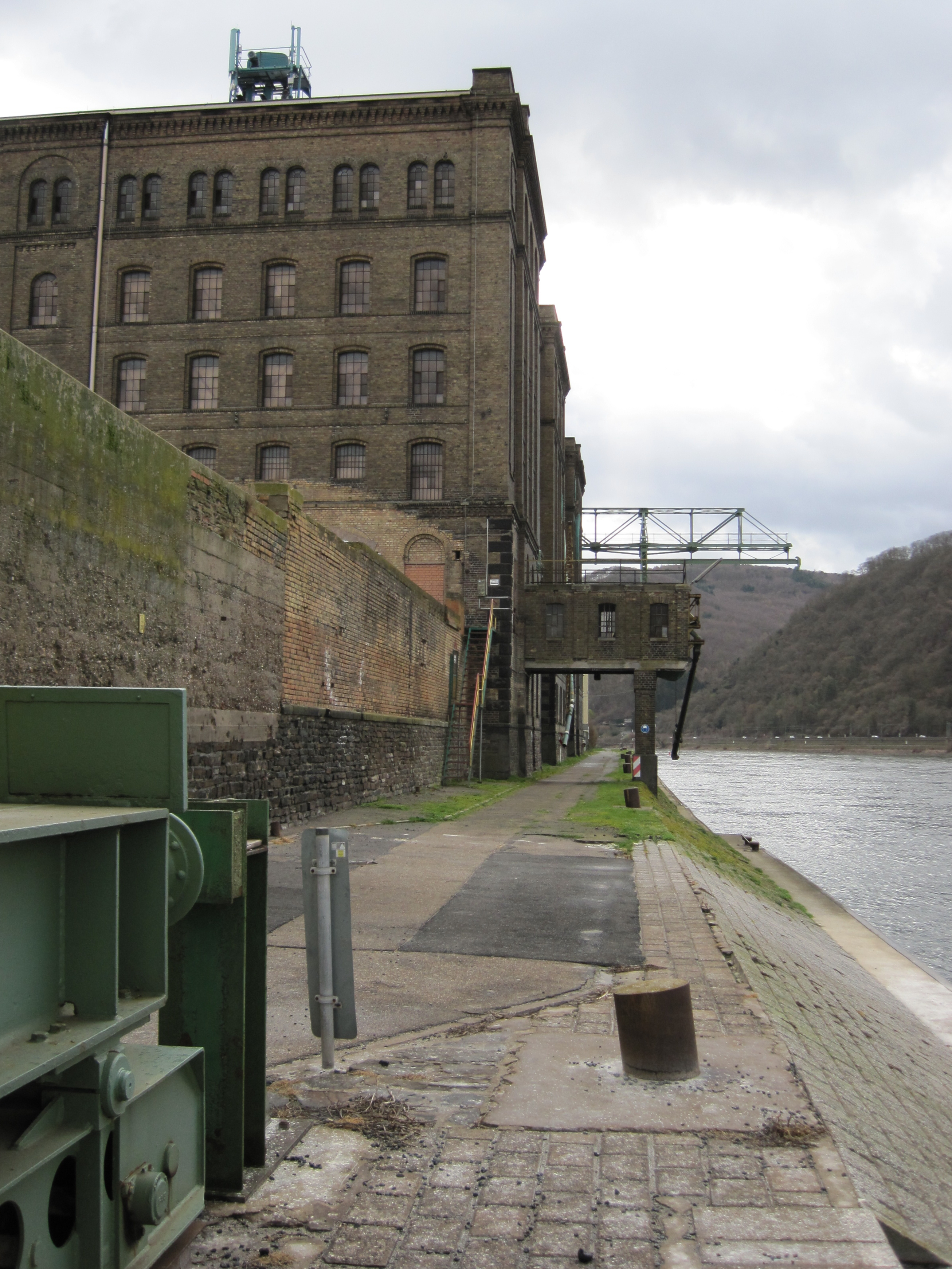
Löhnberger Mühle am Stromhafen

Der Stromhafen hat eine Kailänge von 700 m und eine Fläche von 0,7 ha. Als Umschlagsanlagen stehen zwei Kräne mit 8/10 Tonnen Tragkraft und zwei Mineralölverladeeinrichtungen zur Verfügung. Als Lägerflächen sind ein Getreidelager für 30.000 Tonnen, ein Düngemittellager für 12.000 Tonnen und ein Stückgutlager mit 5000 Tonnen vorhanden. Hauptlagergebäude ist die Löhnberger Mühle. Die heute denkmalgeschützte ehemalige Getreidemühle wurde 1890 als damals größte Dampfmühle Deutschlands erbaut. Das Tanklager hat eine Kapazität von 20.000 m³. Die Umschlagsbetreiber sind für die Trockenfracht die Beiselen Lagerei- und Umschlags GmbH und für die Mineralölprodukte die TanQuid Deukalon Tanklager GmbH & C0. KG. 2014 betrug der Gesamtumschlag 141.969 Tonnen.

## Verkehr
Beide Hafenteile sind über die Bundesstraße 42, die B 260 und die B 327 erreichbar. Die Rheintalbahn führt unmittelbar an den Hafenanlagen vorbei, erschließt aber die Kaianlagen nicht (mehr) direkt.